# Головне ракетно-артилерійське управління Міністерства оборони Російської Федерації
Головне ракетно-артилерійське управління Міністерства оборони Російської Федерації (ГРАУ Міноборони Росії) — структурний формування (орган військового управління) Міністерства оборони Росії. Підпорядковане начальнику озброєння ЗС Росії — заступнику Міністра оборони Росії.
Серпень 1382 — перше відоме застосування артилерії російською армією під час оборони Москви від військ хана Тохтамиша. 
Царювання  Івана III — поява перших гарматоливарних виробництв
- 1475 — заснована пушкарська хата
- 1577 — пушкарський приказ, заснований  Іваном Грозним
- 1627 — пушкарський приказ перейменовано в Пушкарський приказ
- 1700 — Пушкарський приказ перетворений в артилерійський наказ Петром I
- 28 грудня 1862 — наказом Військового міністра № 375 створене Головне артилерійське управління
- Грудень 1917 — реорганізація ГАУ у зв'язку з революцією
- 19 листопада 1960 — перетворення ГАУ в Головне ракетно-артилерійське управління.

Головне ракетно-артилерійське управління є основним замовником і постачальником ракетно-артилерійського озброєння (РАВ) у війська.

## Індекси

### Історія
Індекси ГРАУ були введені Головним артилерійським управлінням (ГАУ, нині ГРАУ) в 1938 році для позначення виробів артилерійського озброєння в несекретному листуванні. Була розроблена система індексації зразків озброєння (індексатор).
У 1956 році у зв'язку з тим, що індексатор зразків 1938 вичерпав свою ємність і не задовольняв вимогу збереження державної таємниці, а також у зв'язку з появою принципово нових видів озброєнь, напр. ракетної техніки, система зазнала ряд змін.
Крім того, схожі з побудови індекси стали привласнюватися іншими замовляють Управліннями: Урава ВМФ, УВ ВПС, УВ ППО, УРВ РВСП, ГУКОС та іншими.

## Принципи побудови позначень

### Структура індексів
Існують два основних принципи побудови індексів: «старий», що використовувався з 1930-х до 1950-х років, і «новий», що діє в даний час.
Згідно з «старим» принципом, індекс зразка мав такий вигляд:
- 52-П-365
- 53-О-530А

Перші дві цифри індексу позначають відділ ГАУ, до відання якої належить зразок. Відомі такі відділи:
- 50 — відділ, у веденні якого знаходяться матеріали;
- 51 — … військові прилади;
- 52 — … матеріальна частина артилерії;
- 53 — … постріли унітарного і роздільного заряджання, снаряди, детонатори, міни та мінометні постріли, а також тара для них;
- 54 — … метальні заряди для артилерійських та мінометних пострілів і їх елементи, засоби займання, гільзи і тара для них;
- 55 — … авіаційне бомбове озброєння (незабаром після введення системи індексації авіаційне бомбове озброєння було передано у ведення Управління Озброєння ВПС з заміною цифр 55 в індексах на одну цифру 7);
- 56 — … піхотне озброєння;
- 57 — … піхотні боєприпаси.

Буква, або їх комбінація, розташовані після номера відділу, вказують на тип зразка, так, для відділу 52 літерою П позначаються гармати, літерою М — міномети; для відділу 53: ОФ — осколково-фугасні боєприпаси, БР — бронебійно-трасуючі і т. д.
Тризначний номер у кінці індексу вказує на конкретний зразок. При цьому, індекси «старого» зразка мають такі особливості: упорядкування номерів у порядку зростання калібрів, масо-габаритних характеристик і типів зразків (наприклад, у відділі 52 номери 351—363 мають 76-мм гармати, номери 365—372 — 85-мм гармати і т. д.), відповідність номерів різних відділів (наприклад, 56-А-231 — 7,62-мм самозарядний карабін Симонова (СКС), а 57-Н-231 — нормалізоване 7,62-мм патрон до нього).
Буква в кінці індексу позначає модифікацію зразка (наприклад, М — модернізований) або конструктивну особливість (напр. для осколкових снарядів і мін (53-О …) буква А позначає матеріал корпусу — сталістий чавун).
У 1960 р. ГАУ стало Головним ракетно-артилерійським управлінням (ГРАУ) і їм був введений «новий» принцип індексації. Згідно з ним, індекс зразка має такий вигляд:
- 2А42
- 3ОФ25

У «нових» індексах дві перші цифри, що позначають відділ ГАУ, замінені на одну, причому відповідність збереглася, тобто:
- 1 — оптичні і радіолокаційні прилади, системи управління;
- 2 — артилерійські гармати і міномети;
- 3 — артилерійські боєприпаси;
- 4 — метальні заряди артилерії;
- 6 — піхотне озброєння;
- 7 — піхотні боєприпаси.

У зв'язку з появою нової техніки, перш за все ракетної, система позначень періодично зазнавала змін. Так, якщо для позначення ранніх зразків ракетної техніки використовувалися індекси існуючих відділів 2, 3, 4, то пізніше для ракет  Сухопутних Військ був введений відділ 9. Також, для деяких ракет СВ, до передачі їх у відання  РВСП, використовувався відділ 8.
Поява нових видів Збройних Сил потребувала введення нових систем позначень. При цьому нові замовлення Управління, в основному, використовували принципи побудови «нової» системи індексації ГРАУ.
Управління озброєння військ Протиповітряна оборона | ППО привласнювали виробам, що належали до її відання, індекси з номером відділу 5, а Управління ракетного озброєння РВСП використовувало для своїх виробів вже існуючій номер відділу 8. Пізніше з УРВ РВСП виділилося ГУКОЗ — Головне управління космічних засобів, яке при присвоєнні індексів використовувало номер відділу 11.
Надалі, у зв'язку з бурхливим розвитком нової техніки, УВ ППО, УРВ РВСН та ГУКОС ввели нові відділи.
УВ ППО ввело розділ 6, причому структура індексу стала «зворотною», тобто номер відділу ставився наприкінці індексу, а номер зразка — попереду, напр. 48Н6. Слід зазначити, що чіткого поділу на типи виробів за допомогою букв не спостерігається. Це характерно і для відділу 5.
УРВ РВСП в наш час[коли?] присвоює індекси з номером відділу 15, а ГУКОЗ використовує номери відділів 14 і 17.
Існують також індекси з номерами відділів 13 і 16. Такі індекси присвоюються елементам капітального будівництва, електро-і водопостачання об'єктів РВСН і Космічних військ.
- Назва: В-300

Плутанина виникає з того факту, що деякі радянські бомби загального призначення породили схожі позначення. Наприклад, ФАБ-250 поступила на озброєння в 1944. Вона ж має позначення 3-01301 і призначення 7-Ф-334.

### Призначення схеми
Перша частина індексу Грау - є число, яке вказує, до якої з кількох основних категорій обладнання, даний предмет належить. Друга частина, кирилиця, вказує на сторінку. Третя частина, число, вказує на конкретні моделі. Необов'язковий суфікс може бути використаний для того, щоб  розрізняти варіанти тієї ж моделі.